# NGC 2633
NGC 2633 је спирална галаксија у сазвежђу Жирафа која се налази на NGC листи објеката дубоког неба.
Деклинација објекта је + 74° 5' 57" а ректасцензија 8h 48m 4,6s. Привидна величина (магнитуда) објекта NGC 2633 износи 12,0 а фотографска магнитуда 12,8. Налази се на удаљености од 33,2000 милиона парсека од Сунца. NGC 2633 је још познат и под ознакама UGC 4574, MCG 12-9-13, VV 519, IRAS 08425+7416, CGCG 331-63, CGCG 332-10, CGCG 350-5, ARP 80, KCPG 169, PGC 24723.